# Ernst Leese
Ernst Leese (* 29. Oktober 1858 in Stettin; † 9. April 1938) war ein deutscher Beamter. Leese wirkte als stellvertretender Bundesratsbevollmächtigter unter anderem an der Reichsversicherungsordnung mit.

## Leben

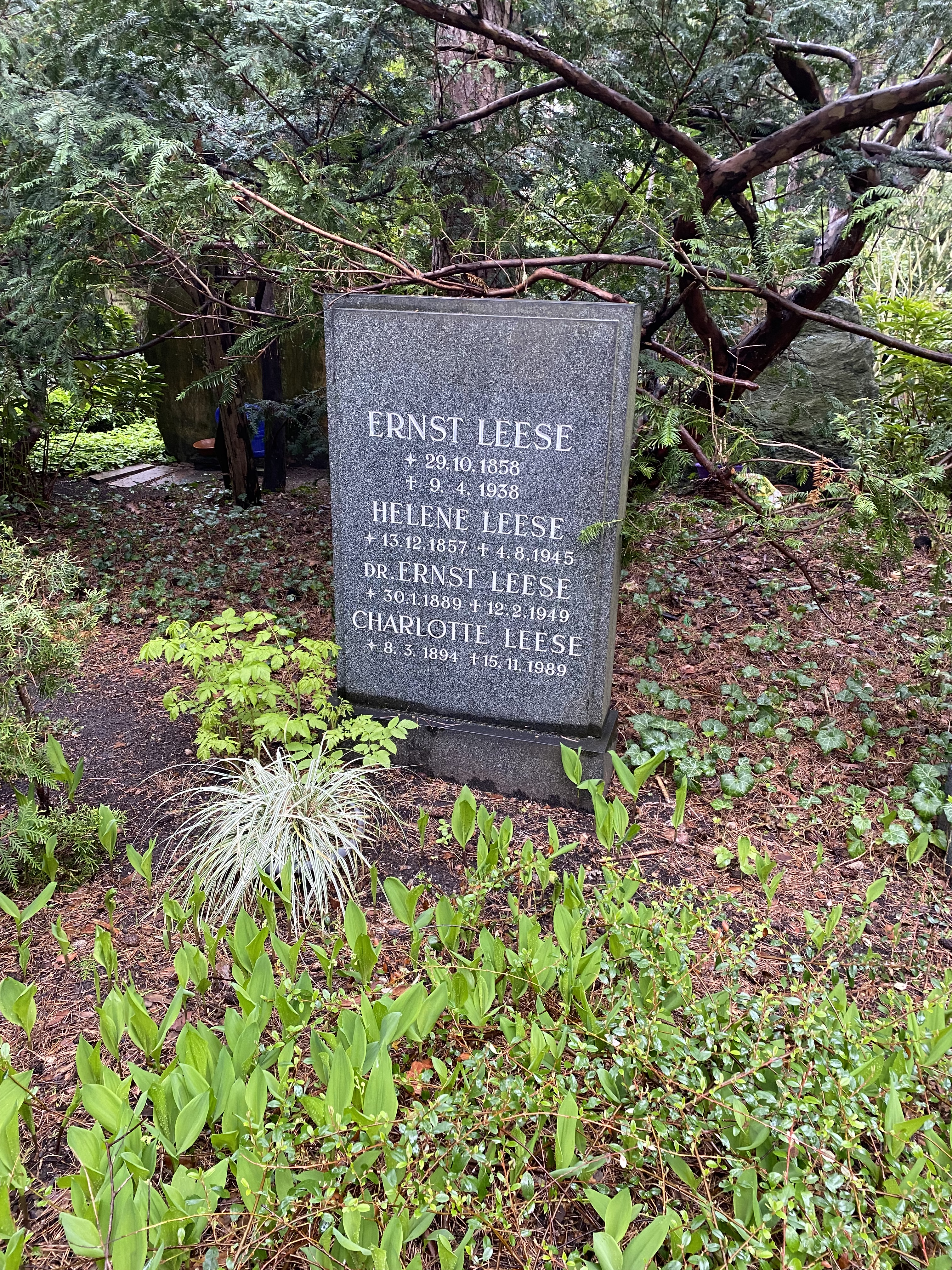
Grabstätte auf dem Waldfriedhof Dahlem

Ernst Leese studierte Rechtswissenschaften und schloss seine Studien mit einer juristischen Promotion ab. Im Jahr 1874 trat er eine Stelle als Stationsvorsteher bei der Betriebsinspektion Straßburg an und wechselte in gleicher Position zwei Jahre später zur Betriebsinspektion in Metz und desgleichen 1877 bis 1885 zur Betriebsinspektion Mülhausen. Im Jahr 1890 wechselte er erneut zur Betriebsdirektion in Metz. Im Jahr 1908 wurde er zum Oberregierungsrat bei der Generaldirektion der Staatseisenbahn in Straßburg befördert. Ab 1910 bis zu seinem Ruhestand war Leese Geheimer Regierungsrat im preußischen Ministerium der öffentlichen Arbeiten.
Ernst Leese war verheiratet mit Helene geb. Dorschfeldt (1857–1945). Sein Sohn war der Theologe Kurt Leese. Er wurde auf dem Berliner Waldfriedhof Dahlem (Feld 010-148) beigesetzt.

## Leistungen
Leese war Träger des Preußischen Roten Adlerordens 4. Klasse und des Preußischen Kronenordens 3. Klasse. Er wirkte als Bundesratsvertreter an der Reichsversicherungsordnung von 1911 und der Novelle des Vereinsgesetzes von 1916 mit.
Leese war Leutnant der Reserve.

## Schriften
- Die Schuldenhaftung nicht rechtsfähiger Vereine. Du Mont Schauberg, Straßburg 1910.